# Helmut Janz
Helmut Janz (* 11. April 1934 in Gladbeck; † 8. November 2000 in Neu-Ulm-Pfuhl) war ein deutscher Leichtathlet.

## Biographie
Helmut Janz, der mit seiner Frau Marga in Neu-Ulm-Pfuhl lebte, gehörte zunächst dem Sportverein Rot-Weiß Oberhausen an und wechselte 1958 zum VfL Gladbeck. In seiner Wettkampfzeit war er 1,78 m groß und wog 67 kg.
Der Olympiateilnehmer war – für die Bundesrepublik startend – Ende der 1950er/Anfang der 1960er Jahre im 400-Meter-Hürdenlauf erfolgreich. Er wurde siebenmal in Folge Deutscher Meister in dieser Disziplin (1957–1963). Bei den Europameisterschaften 1962 gewann er in 50,3 s die Bronzemedaille. Bei den Europameisterschaften 1958 schied er im Zwischenlauf aus. Bei den Olympischen Spielen 1960 erreichte er Platz vier und stellte dabei einen Europarekord auf, als er am 2. September 1960 in Rom 49,9 s lief und damit als erster Europäer die 50-Sekunden-Marke unterbot.
Für seine sportlichen Leistungen wurde er am 9. Dezember 1962 durch Verleihung des Silbernen Lorbeerblattes geehrt. 1963 wurde er mit dem Rudolf-Harbig-Gedächtnispreis ausgezeichnet.
1994 schied er aus dem Berufsleben aus, war aber anschließend noch als Leichtathletik-Übungsleiter und Jugendfußballtrainer aktiv. Auch legte er im fortgeschrittenen Alter jährlich das Sportabzeichen ab.